# بيل بوش
بيل بوش (بالإنجليزية: Billy Bush)‏ هو لاعب اتحاد الرغبي نيوزلندي، ولد في 24 يناير 1949 في نيبيار في نيوزيلندا.

## وصلات خارجية
- بيل بوش عل موقع إسبنسكروم (الإنجليزية)